# Cryptoblepharus daedalos
Espèce
Cryptoblepharus daedalos est une espèce de sauriens de la famille des Scincidae.

## Répartition
Cette espèce est endémique du Nord-Ouest du Territoire du Nord en Australie.

## Étymologie
Le nom spécifique daedalos vient du grec daidalos, tacheté ou bigarré, en référence aux motifs aléatoires de ce saurien.

## Publication originale
- Horner, 2007 : Systematics of the snake-eyed skinks, Cryptoblepharus Wiegmann (Reptilia: Squamata: Scincidae) - an Australian based review. The Beagle Supplement, vol. 3, p. 21-198.